# Lithops turbiniformis
Lithops turbiniformis är en isörtsväxtart som först beskrevs av Adrian Hardy Haworth, och fick sitt nu gällande namn av Nicholas Edward Brown. Lithops turbiniformis ingår i släktet Lithops och familjen isörtsväxter. Inga underarter finns listade i Catalogue of Life.